# Marianina rosea
Marianina rosea is een slakkensoort uit de familie van de Tritoniidae. De wetenschappelijke naam van de soort is voor het eerst geldig gepubliceerd in 1930 door Pruvot-Fol.